# 発案
発案（はつあん、英語: initiative、イニシアティブ、イニシアチブ、発議）は、政治分野の用語では、議案を案出し提出すること。直接民主主義の1形態で、構成員が直接、議案を提出する事ができる権利または制度。市民発案（英語: citizens' initiative）、国民発案、住民発案、直接発案などとも呼ばれる。

## 概要
政治分野での発案は、直接民主主義の1形態で、一定数以上の有権者の署名により、レファレンダム（国民投票や住民投票などの直接投票による表決）などを要求する請願の一種である。
請願が提出された後に、その法案が直接レファレンダムに付されるものと、法案はまず立法府が参照して立法府によって制定されない場合のみにレファレンダムに付されるものがある。
その内容は、提案された法案の制定や、憲法・条約・条例などの承認や改正、あるいは単に、首長または議会に対して指定した期日迄に提示した問題に対して検討するように強制するものもある。